# Liste der Nummer-eins-Hits in Mexiko (2017)
Diese Liste der Nummer-eins-Hits basiert auf den offiziellen mexikanischen Streaming- und Albumcharts im Jahr 2017, die durch AMPROFON, die nationale Landesgruppe der IFPI, ermittelt werden. Aufgrund mangelnder Archivierung der Chartseiten sind nicht zu allen Wochen Chartdaten verfügbar.

## Singles
| ← 2016 ← | Liste der Nummer-eins-Hits in Mexiko | Liste der Nummer-eins-Hits in Mexiko | Liste der Nummer-eins-Hits in Mexiko | 2018 →                    |
| \| Zeitraum \| Wo. ges. \| Interpret \| Titel Autor(en) \| Zusätzliche Informationen \| \| (Zeitraum, Wochen auf Platz eins, Interpret, Titel, Autor[en], zusätzliche Informationen) \| \| \| \| \| \| ----------------------------------------------------------------------------------------- \| -------- \| ----------------------------- \| -------------------------------------------------------------------------------------------------------------------------------------------------------------------------------- \| ------------------------- \| \| 30. Dezember 2016 – 19. Januar 2017 3 Wochen (insgesamt 5) \| 5 \| Shakira feat. Maluma \| Chantaje[1][2][3] Shakira, Juan Luis Londoño Arias, Joel Antonio López Castro, Kevin Mauricio Jiménez Londoño, Bryan Snaider Lezcano Chaverra \| – \| \| 20. Januar 2017 – 20. April 2017 13 Wochen \| 13 \| Luis Fonsi feat. Daddy Yankee \| Despacito[4][5][6][7][8][9][10][11][12][13][14] Luis Rodríguez, Erika Ender, Ramón Ayala \| – \| \| 21. April 2017 – 27. April 2017 1 Woche \| 1 \| Danny Ocean \| Me rehúso[15] Daniel Morales, Carlos Escalona \| – \| \| 28. April 2017 – 6. Juli 2017 10 Wochen \| 10 \| Maluma \| Felices los 4[16][17][18][19][20][21][22][23][24][25] Mario Cáseres, Kevin Jiménez, Bryan Lezcano, Juan Luis Londoño, Eli Palacios, Servando Primera, Stiven Rojas, Andrés Uribe \| – \| \| 7. Juli 2017 – 20. Juli 2017 2 Wochen (insgesamt 5) \| 5 \| Manuel Turizo \| Una lady como tú[26][27] \| – \| \| 21. Juli 2017 – 24. August 2017 5 Wochen (insgesamt 6) \| 6 \| J Balvin & Willy William \| Mi gente[28][29][30][31][32][33] José Osorio, Willy William, Adam Ashadally, Andrés David Restrepo, Mohombi Nzasi Moupondo \| – \| \| 1. September 2017 – 21. September 2017 3 Wochen (insgesamt 5) \| 5 \| Manuel Turizo \| Una lady como tú[34][35][36] \| – \| \| 22. September 2017 – 28. September 2017 1 Woche (insgesamt 6) \| 6 \| J Balvin & Willy William \| Mi gente[37] José Osorio, Willy William, Adam Ashadally, Andrés David Restrepo, Mohombi Nzasi Moupondo \| – \| \| 29. September 2017 – 5. Oktober 2017 1 Woche \| 1 \| J Balvin & Jowell & Randy \| Bonita[38] \| – \| \| 13. Oktober 2017 – 2. November 2017 3 Wochen \| 3 \| Ozuna \| Se preparó[39][40][41] \| – \| \| 3. November 2017 – 16. November 2017 2 Wochen \| 2 \| Natti Natasha feat. Ozuna \| Criminal[42][43] \| – \| \| 22. Dezember 2017 – 28. Dezember 2017 1 Woche \| 1 \| Maluma feat. Nego do Borel \| Corazón[44] \| – \| |                                      |                                      | |                           |
| ← 2016 |                                      |                                      | | → 2018 →                  |
| Zeitraum | Wo. ges.                             | Interpret                            | Titel Autor(en) | Zusätzliche Informationen |
| (Zeitraum, Wochen auf Platz eins, Interpret, Titel, Autor[en], zusätzliche Informationen) |                                      |                                      | |                           |
| 30. Dezember 2016 – 19. Januar 2017 3 Wochen (insgesamt 5) | 5                                    | Shakira feat. Maluma                 | Chantaje Shakira, Juan Luis Londoño Arias, Joel Antonio López Castro, Kevin Mauricio Jiménez Londoño, Bryan Snaider Lezcano Chaverra     | –                         |
| 20. Januar 2017 – 20. April 2017 13 Wochen | 13                                   | Luis Fonsi feat. Daddy Yankee        | Despacito Luis Rodríguez, Erika Ender, Ramón Ayala                                                                                       | –                         |
| 21. April 2017 – 27. April 2017 1 Woche | 1                                    | Danny Ocean                          | Me rehúso Daniel Morales, Carlos Escalona                                                                                                | –                         |
| 28. April 2017 – 6. Juli 2017 10 Wochen | 10                                   | Maluma                               | Felices los 4 Mario Cáseres, Kevin Jiménez, Bryan Lezcano, Juan Luis Londoño, Eli Palacios, Servando Primera, Stiven Rojas, Andrés Uribe | –                         |
| 7. Juli 2017 – 20. Juli 2017 2 Wochen (insgesamt 5) | 5                                    | Manuel Turizo                        | Una lady como tú | –                         |
| 21. Juli 2017 – 24. August 2017 5 Wochen (insgesamt 6) | 6                                    | J Balvin & Willy William             | Mi gente José Osorio, Willy William, Adam Ashadally, Andrés David Restrepo, Mohombi Nzasi Moupondo                                       | –                         |
| 1. September 2017 – 21. September 2017 3 Wochen (insgesamt 5) | 5                                    | Manuel Turizo                        | Una lady como tú | –                         |
| 22. September 2017 – 28. September 2017 1 Woche (insgesamt 6) | 6                                    | J Balvin & Willy William             | Mi gente José Osorio, Willy William, Adam Ashadally, Andrés David Restrepo, Mohombi Nzasi Moupondo                                       | –                         |
| 29. September 2017 – 5. Oktober 2017 1 Woche | 1                                    | J Balvin & Jowell & Randy            | Bonita | –                         |
| 13. Oktober 2017 – 2. November 2017 3 Wochen | 3                                    | Ozuna                                | Se preparó | –                         |
| 3. November 2017 – 16. November 2017 2 Wochen | 2                                    | Natti Natasha feat. Ozuna            | Criminal | –                         |
| 22. Dezember 2017 – 28. Dezember 2017 1 Woche | 1                                    | Maluma feat. Nego do Borel           | Corazón | –                         |

## Alben
| ← 2016 ← | Liste der Nummer-eins-Hits in Mexiko | Liste der Nummer-eins-Hits in Mexiko | Liste der Nummer-eins-Hits in Mexiko | 2018 →                    |
| \| Zeitraum \| Wo. ges. \| Interpret \| Titel \| Zusätzliche Informationen \| \| (Zeitraum, Wochen auf Platz eins, Interpret, Titel, zusätzliche Informationen) \| \| \| \| \| \| ------------------------------------------------------------------------------ \| -------- \| ---------------------------- \| -------------------------------------------------------------------------- \| ------------------------- \| \| 18. November 2016 – 9. Februar 2017 12 Wochen (insgesamt 14) \| 14 \| Metallica \| Hardwired…to Self-Destruct[45][46][47][48][49][50][51][52][53][54][55][56] \| – \| \| 10. Februar 2017 – 16. Februar 2017 1 Woche \| 1 \| Alejandro Fernández \| Rompiendo fronteras[57] \| – \| \| 17. Februar 2017 – 2. März 2017 2 Wochen (insgesamt 14) \| 14 \| Metallica \| Hardwired…to Self-Destruct[58][59] \| – \| \| 24. März 2017 – 20. April 2017 4 Wochen (insgesamt 5) \| 5 \| Bronco \| Primera Fila[60][61][62][63] \| – \| \| 21. April 2017 – 27. April 2017 1 Woche \| 1 \| Lucero \| Enamorada Con Banda[64] \| – \| \| 28. April 2017 – 4. Mai 2017 1 Woche (insgesamt 2) \| 2 \| Mon Laferte \| La Trenza[65] \| – \| \| 5. Mai 2017 – 11. Mai 2017 1 Woche (insgesamt 5) \| 5 \| Bronco \| Primera Fila[66] \| – \| \| 12. Mai 2017 – 25. Mai 2017 2 Wochen \| 2 \| Harry Styles \| Harry Styles[67][68] \| – \| \| 26. Mai 2017 – 1. Juni 2017 1 Woche \| 1 \| Carlos Rivera \| Yo Creo[69] \| – \| \| 2. Juni 2017 – 15. Juni 2017 2 Wochen (insgesamt 5) \| 5 \| Verschiedene Interpreten \| 90's Pop Tour[70][71] \| – \| \| 23. Juni 2017 – 29. Juni 2017 1 Woche \| 1 \| Yuri \| Primera Fila[72] \| – \| \| 30. Juni 2017 – 6. Juli 2017 1 Woche (insgesamt 5) \| 5 \| Verschiedene Interpreten \| 90's Pop Tour[73] \| – \| \| 7. Juli 2017 – 13. Juli 2017 1 Woche \| 1 \| Gerardo Ortiz \| Comeré Callado, Vol. 1[74] \| – \| \| 28. Juli 2017 – 3. August 2017 1 Woche \| 1 \| José Madero \| Noche[75] \| – \| \| 4. August 2017 – 10. August 2017 1 Woche \| 1 \| Romeo Santos \| Golden[76] \| – \| \| 11. August 2017 – 17. August 2017 1 Woche (insgesamt 5) \| 5 \| Verschiedene Interpreten \| 90's Pop Tour[77] \| – \| \| 25. August 2017 – 31. August 2017 1 Woche (insgesamt 3) \| 3 \| CD9 \| .5[78] \| – \| \| 15. September 2017 – 21. September 2017 1 Woche \| 1 \| Madonna \| Rebel Heart Tour[79] \| – \| \| 29. September 2017 – 5. Oktober 2017 1 Woche (insgesamt 5) \| 5 \| Verschiedene Interpreten \| 90's Pop Tour[80] \| – \| \| 13. Oktober 2017 – 19. Oktober 2017 1 Woche (insgesamt 3) \| 3 \| CD9 \| .5[81] \| – \| \| 27. Oktober 2017 – 2. November 2017 1 Woche \| 1 \| Jesús Emmanuel Acha Martínez \| MTV Unplugged: Con el alma desnuda[82] \| – \| \| 10. November 2017 – 16. November 2017 1 Woche (insgesamt 2) \| 2 \| Mon Laferte \| La Trenza[83] \| – \| |                                      |                                      |                                      |                           |
| ← 2016 |                                      |                                      |                                      | → 2018 →                  |
| Zeitraum | Wo. ges.                             | Interpret                            | Titel                                | Zusätzliche Informationen |
| (Zeitraum, Wochen auf Platz eins, Interpret, Titel, zusätzliche Informationen) |                                      |                                      |                                      |                           |
| 18. November 2016 – 9. Februar 2017 12 Wochen (insgesamt 14) | 14                                   | Metallica                            | Hardwired…to Self-Destruct           | –                         |
| 10. Februar 2017 – 16. Februar 2017 1 Woche | 1                                    | Alejandro Fernández                  | Rompiendo fronteras                  | –                         |
| 17. Februar 2017 – 2. März 2017 2 Wochen (insgesamt 14) | 14                                   | Metallica                            | Hardwired…to Self-Destruct           | –                         |
| 24. März 2017 – 20. April 2017 4 Wochen (insgesamt 5) | 5                                    | Bronco                               | Primera Fila                         | –                         |
| 21. April 2017 – 27. April 2017 1 Woche | 1                                    | Lucero                               | Enamorada Con Banda                  | –                         |
| 28. April 2017 – 4. Mai 2017 1 Woche (insgesamt 2) | 2                                    | Mon Laferte                          | La Trenza                            | –                         |
| 5. Mai 2017 – 11. Mai 2017 1 Woche (insgesamt 5) | 5                                    | Bronco                               | Primera Fila                         | –                         |
| 12. Mai 2017 – 25. Mai 2017 2 Wochen | 2                                    | Harry Styles                         | Harry Styles                         | –                         |
| 26. Mai 2017 – 1. Juni 2017 1 Woche | 1                                    | Carlos Rivera                        | Yo Creo                              | –                         |
| 2. Juni 2017 – 15. Juni 2017 2 Wochen (insgesamt 5) | 5                                    | Verschiedene Interpreten             | 90's Pop Tour                        | –                         |
| 23. Juni 2017 – 29. Juni 2017 1 Woche | 1                                    | Yuri                                 | Primera Fila                         | –                         |
| 30. Juni 2017 – 6. Juli 2017 1 Woche (insgesamt 5) | 5                                    | Verschiedene Interpreten             | 90's Pop Tour                        | –                         |
| 7. Juli 2017 – 13. Juli 2017 1 Woche | 1                                    | Gerardo Ortiz                        | Comeré Callado, Vol. 1               | –                         |
| 28. Juli 2017 – 3. August 2017 1 Woche | 1                                    | José Madero                          | Noche                                | –                         |
| 4. August 2017 – 10. August 2017 1 Woche | 1                                    | Romeo Santos                         | Golden                               | –                         |
| 11. August 2017 – 17. August 2017 1 Woche (insgesamt 5) | 5                                    | Verschiedene Interpreten             | 90's Pop Tour                        | –                         |
| 25. August 2017 – 31. August 2017 1 Woche (insgesamt 3) | 3                                    | CD9                                  | .5                                   | –                         |
| 15. September 2017 – 21. September 2017 1 Woche | 1                                    | Madonna                              | Rebel Heart Tour                     | –                         |
| 29. September 2017 – 5. Oktober 2017 1 Woche (insgesamt 5) | 5                                    | Verschiedene Interpreten             | 90's Pop Tour                        | –                         |
| 13. Oktober 2017 – 19. Oktober 2017 1 Woche (insgesamt 3) | 3                                    | CD9                                  | .5                                   | –                         |
| 27. Oktober 2017 – 2. November 2017 1 Woche | 1                                    | Jesús Emmanuel Acha Martínez         | MTV Unplugged: Con el alma desnuda   | –                         |
| 10. November 2017 – 16. November 2017 1 Woche (insgesamt 2) | 2                                    | Mon Laferte                          | La Trenza                            | –                         |

## Belege
1. ↑  https://web.archive.org/web/20170124233329/http://www.amprofon.com.mx/top-streaming.php
2. ↑  https://web.archive.org/web/20170127194327/http://www.amprofon.com.mx/top-streaming.php
3. ↑  https://web.archive.org/web/20170201230135/http://www.amprofon.com.mx/top-streaming.php
4. ↑  https://web.archive.org/web/20170216014922/http://www.amprofon.com.mx/top-streaming.php
5. ↑  https://web.archive.org/web/20170220005112/http://www.amprofon.com.mx/top-streaming.php
6. ↑  https://web.archive.org/web/20170224074455/http://www.amprofon.com.mx/top-streaming.php
7. ↑  https://web.archive.org/web/20170303055130/http://www.amprofon.com.mx/top-streaming.php
8. ↑  https://web.archive.org/web/20170313200414/http://www.amprofon.com.mx/top-streaming.php
9. ↑  https://web.archive.org/web/20170315205221/http://www.amprofon.com.mx/top-streaming.php
10. ↑  https://web.archive.org/web/20170324163455/http://www.amprofon.com.mx/top-streaming.php
11. ↑  https://web.archive.org/web/20170331192133/http://www.amprofon.com.mx/top-streaming.php
12. ↑  https://web.archive.org/web/20170411174931/http://amprofon.com.mx/top-streaming.php
13. ↑  https://web.archive.org/web/20170426200957/http://www.amprofon.com.mx/top-streaming.php
14. ↑  https://twitter.com/Amprofon/status/859499012453535745
15. ↑  https://web.archive.org/web/20170505071222/http://amprofon.com.mx/top-streaming.php
16. ↑  https://web.archive.org/web/20170512201934/http://amprofon.com.mx/top-streaming.php
17. ↑  https://web.archive.org/web/20170531020053/http://amprofon.com.mx/top-streaming.php
18. ↑  https://web.archive.org/web/20170607180338/http://www.amprofon.com.mx/top-streaming.php
19. ↑  https://twitter.com/Amprofon/status/874353134818254848
20. ↑  https://web.archive.org/web/20170612191235/http://amprofon.com.mx/top-streaming.php
21. ↑  https://open.spotify.com/playlist/2Kwes5pxrPqRqVwScG00Rs
22. ↑  https://web.archive.org/web/20170622213317/http://amprofon.com.mx/top-streaming.php
23. ↑  https://web.archive.org/web/20170704004056/http://amprofon.com.mx/top-streaming.php
24. ↑  https://web.archive.org/web/20170706201447/http://amprofon.com.mx/top-streaming.php
25. ↑  https://open.spotify.com/playlist/657uVy4cwUlM9G46T5KOhO
26. ↑  https://web.archive.org/web/20170722135706/http://amprofon.com.mx/top-streaming.php
27. ↑  https://web.archive.org/web/20170803212925/http://amprofon.com.mx/top-streaming.php
28. ↑  https://web.archive.org/web/20170809060809/http://amprofon.com.mx/top-streaming.php
29. ↑  https://web.archive.org/web/20170811093830/http://amprofon.com.mx:80/top-streaming.php
30. ↑  https://web.archive.org/web/20170822225731/http://amprofon.com.mx/top-streaming.php
31. ↑  https://web.archive.org/web/20170825234218/http://amprofon.com.mx/top-streaming.php
32. ↑  https://web.archive.org/web/20170830233059/http://amprofon.com.mx/top-streaming.php
33. ↑  https://web.archive.org/web/20170923192050/http://amprofon.com.mx/top-streaming.php
34. ↑  https://web.archive.org/web/20170918213153/http://www.amprofon.com.mx/top-streaming.php
35. ↑  https://web.archive.org/web/20170928025654/http://amprofon.com.mx:80/top-streaming.php
36. ↑  https://web.archive.org/web/20170929114915/http://amprofon.com.mx/top-streaming.php
37. ↑  https://web.archive.org/web/20171009230543/http://amprofon.com.mx/top-streaming.php
38. ↑  https://web.archive.org/web/20171017230049/http://amprofon.com.mx/top-streaming.php
39. ↑  https://web.archive.org/web/20171101083011/http://amprofon.com.mx/top-streaming.php
40. ↑  https://web.archive.org/web/20171109014054/http://amprofon.com.mx:80/top-streaming.php
41. ↑  https://web.archive.org/web/20171114030713/http://www.amprofon.com.mx/top-streaming.php
42. ↑  https://web.archive.org/web/20171117064834/http://amprofon.com.mx/top-streaming.php
43. ↑  https://web.archive.org/web/20171130220256/http://www.amprofon.com.mx/top-streaming.php
44. ↑  http://web.archive.org/web/20191027141651/https://pbs.twimg.com/media/DTM5YEmVQAAX1-Z?format=png&name=4096x4096
45. ↑  https://web.archive.org/web/20170104031138/http://amprofon.com.mx/top-album.php
46. ↑  https://twitter.com/Amprofon/status/817475932822839300
47. ↑  https://web.archive.org/web/20170107012234/http://amprofon.com.mx/top-album.php
48. ↑  https://web.archive.org/web/20170110005226/http://www.amprofon.com.mx/top-album.php
49. ↑  https://web.archive.org/web/20170120054708/http://www.amprofon.com.mx/top-album.php
50. ↑  https://web.archive.org/web/20170124232035/http://www.amprofon.com.mx/top-album.php
51. ↑  https://web.archive.org/web/20170130210909/http://www.amprofon.com.mx/top-album.php
52. ↑  https://web.archive.org/web/20170201225732/http://www.amprofon.com.mx/top-album.php
53. ↑  https://web.archive.org/web/20170207210629/http://www.amprofon.com.mx/top-album.php
54. ↑  https://web.archive.org/web/20170217021538/http://www.amprofon.com.mx/top-album.php
55. ↑  https://web.archive.org/web/20170225211109/http://www.amprofon.com.mx/top-album.php
56. ↑  https://web.archive.org/web/20170227203948/http://www.amprofon.com.mx/top-album.php
57. ↑  https://web.archive.org/web/20170306235153/http://www.amprofon.com.mx/top-album.php
58. ↑  https://web.archive.org/web/20170322213611/http://www.amprofon.com.mx/top-album.php
59. ↑  https://web.archive.org/web/20170331235205/http://www.amprofon.com.mx/top-album.php
60. ↑  https://web.archive.org/web/20170426195622/http://www.amprofon.com.mx/top-album.php
61. ↑  https://twitter.com/Amprofon/status/859823649368440832
62. ↑  https://web.archive.org/web/20170504054941/http://www.amprofon.com.mx/top-album.php
63. ↑  https://web.archive.org/web/20170521114646/http://www.amprofon.com.mx:80/top-album.php
64. ↑  https://web.archive.org/web/20170523084819/http://amprofon.com.mx:80/top-album.php
65. ↑  https://web.archive.org/web/20170529030915/http://www.amprofon.com.mx/top-album.php
66. ↑  https://web.archive.org/web/20170602011738/http://www.amprofon.com.mx/top-album.php
67. ↑  https://web.archive.org/web/20170612191222/http://amprofon.com.mx/top-album.php
68. ↑  https://web.archive.org/web/20170625033409/http://www.amprofon.com.mx/top-album.php
69. ↑  https://web.archive.org/web/20170707040153/http://www.amprofon.com.mx/top-album.php
70. ↑  https://twitter.com/Amprofon/status/884505063917486080
71. ↑  https://web.archive.org/web/20170711201001/http://www.amprofon.com.mx/top-album.php
72. ↑  https://web.archive.org/web/20170724222447/http://www.amprofon.com.mx/top-album.php
73. ↑  https://web.archive.org/web/20170808204743/http://www.amprofon.com.mx/top-album.php
74. ↑  https://web.archive.org/web/20170810060941/http://www.amprofon.com.mx/top-album.php
75. ↑  https://web.archive.org/web/20170823180358/http://www.amprofon.com.mx/top-album.php
76. ↑  https://web.archive.org/web/20170825233621/http://www.amprofon.com.mx/top-album.php
77. ↑  https://web.archive.org/web/20170924182120/http://www.amprofon.com.mx:80/top-album.php
78. ↑  https://web.archive.org/web/20171026051113/http://www.amprofon.com.mx:80/top-album.php
79. ↑  https://web.archive.org/web/20171130045546/http://www.amprofon.com.mx:80/top-album.php
80. ↑  https://web.archive.org/web/20171115001000/http://www.amprofon.com.mx/top-album.php
81. ↑  https://web.archive.org/web/20171130195237/http://www.amprofon.com.mx/top-album.php
82. ↑  https://twitter.com/EmmanuelOficial/status/941336982675959808
83. ↑  https://twitter.com/Amprofon/status/951888988012449792

Siehe auch: Nummer-eins-Hits 2017 in  Australien, Belgien, Brasilien, Bulgarien, Dänemark, Deutschland, Finnland, Frankreich, Griechenland, Irland, Italien, Japan, Kanada, Kolumbien, Kroatien, Malaysia, Neuseeland, den Niederlanden, Norwegen, Österreich, Polen, Portugal, Schweden, der Schweiz, Slowakei, Spanien, Südkorea, Tschechien, Ungarn, den Vereinigten Staaten und im Vereinigten Königreich.